# حكومة عبد المنعم الرفاعي الثانية
حكومة عبد المنعم الرفاعي الثانية هي الحكومة التاسعة والخمسون من حكومات المملكة الأردنية الهاشمية. شكّل عبد المنعم الرفاعي الحكومة في 27 يونيو عام 1970م، بتكليف من ملك الأردن الحسين بن طلال. وقد حلّت الحكومة في 16 سبتمبر 1970.

## وصلات خارجية
- موقع رئاسة الوزراء